# Скаржинецька сільська рада (Ярмолинецький район)
Скаржине́цька сільська́ ра́да — колишня адміністративно-територіальна одиниця та орган місцевого самоврядування в Ярмолинецькому районі Хмельницької області. Адміністративний центр — село Скаржинці.

## Загальні відомості
- Територія ради: 37,45 км²
- Населення ради: 1 877 осіб (станом на 2001 рік)

## Населені пункти
Сільській раді підпорядковані населені пункти:
- с. Скаржинці
- с. Лехнівка
- с. Перегінка

## Склад ради
Рада складається з 16 депутатів та голови.
- Голова ради: Гуменюк Леся Леонідівна
- Секретар ради: Ніколаєва Мар'яна Ігорівна

### Керівний склад попередніх скликань
| Прізвище, ім'я, по батькові    | Основні відомості                                                 | Дата обрання | Дата звільнення |
| ------------------------------ | ----------------------------------------------------------------- | ------------ | --------------- |
| Плішко Валентина Іванівна      | Сільський голова, 1949 року народження                            | 26.03.2006   | 31.10.2010      |
| Волянський Віктор Геннадійович | Сільський голова, 1955 року народження, освіта вища, безпартійний | 31.10.2010   |                 |

Примітка: таблиця складена за даними сайту Верховної Ради України

### Депутати
За результатами місцевих виборів 2010 року депутатами ради стали:

#### За суб'єктами висування
| Суб'єкт висування                                       | Кількість обраних депутатів | %    |
| ------------------------------------------------------- | --------------------------- | ---- |
| Партія регіонів                                         | 8                           | 50   |
| Самовисування                                           | 6                           | 37,5 |
| Народна партія                                          | 1                           | 6,3  |
| Політична партія Всеукраїнське об'єднання «Батьківщина» | 1                           | 6,3  |

#### За округами
| № округу                                                | Прізвище, ім'я, по батькові    | Дата визнання обраним | Освіта  | Партійна приналежність                        | Відомості про обраного депутата                                           |
| ------------------------------------------------------- | ------------------------------ | --------------------- | ------- | --------------------------------------------- | ------------------------------------------------------------------------- |
| Народна Партія                                          |                                |                       |         |                                               |                                                                           |
| 1                                                       | Піголь Любов Анатоліївна       | 03.11.2010            | середня | позапартійна                                  | Ярмолинецьке РЕМ, контролер                                               |
| Партія регіонів                                         |                                |                       |         |                                               |                                                                           |
| 5                                                       | Орещенко Оксана Олексіївна     | 03.11.2010            | середня | член Партії регіонів                          | ХОПЛ№ 1, головна медсестра                                                |
| 7                                                       | Гнап Василь Анатолійович       | 03.11.2010            | середня | позапартійний                                 | ДНЗ «Ромашка» с. Скаржинці, охоронець                                     |
| 9                                                       | Унгуряну Георгій Михайлович    | 03.11.2010            | середня | позапартійний                                 | приватний підприємець                                                     |
| 10                                                      | Дябол Надія Вікторівна         | 03.11.2010            | середня | член Партії регіонів                          | ХОПЛ№ 1, фасувальник ліків                                                |
| 12                                                      | Вовк Микола Васильвич          | 03.11.2010            | середня | член Партії регіонів                          | Ярмолинецький цех електрозв'язку, електромонтер                           |
| 13                                                      | Остахова Любов Іванівна        | 03.11.2010            | середня | член Партії регіонів                          | пенсіонер                                                                 |
| 14                                                      | Кравчук Віктор Іванович        | 03.11.2010            | середня | позапартійний                                 | Скаржинецька сільська рада, різноробочий                                  |
| 15                                                      | Лепетко Валентина Іванівна     | 03.11.2010            | середня | член Партії регіонів                          | Корчунецька школа-інтернат, медсестра                                     |
| Політична партія Всеукраїнське об'єднання «Батьківщина» |                                |                       |         |                                               |                                                                           |
| 4                                                       | Ніколаєва Мар'яна Ігорівна     | 03.11.2010            | вища    | член Всеукраїнського об'єднання «Батьківщина» | ДНЗ № 28 м. Хмельницький, вихователь                                      |
| Самовисування                                           |                                |                       |         |                                               |                                                                           |
| 2                                                       | Міль Світлана Олександрівна    | 03.11.2010            | середня | позапартійна                                  | ХОПЛ№ 1, молодша сестра                                                   |
| 3                                                       | Іванова Лідія Василівна        | 03.11.2010            | вища    | позапартійна                                  | Перегінська загальноосвітня школа, вчитель                                |
| 6                                                       | Федорович Роман Петрович       | 03.11.2010            | середня | позапартійний                                 | ХОПЛ№ 1, фельдшер                                                         |
| 8                                                       | Вовк Галина Йосипівна          | 03.11.2010            | середня | позапартійна                                  | тимчасово не працює                                                       |
| 11                                                      | Казунь Петро Іванович          | 03.11.2010            | середня | позапартійний                                 | ХОПЛ№ 1, водій                                                            |
| 16                                                      | Масловська Ілона Володимирівна | 03.11.2010            | середня | позапартійна                                  | Хмельницький обласний центр профілактики та боротьби зі СНІДом, медсестра |